# Adolf Frederik III van Mecklenburg-Strelitz
Adolf Frederik III van Mecklenburg-Strelitz (Strelitz, 7 juni 1686 - Neustrelitz, 11 december 1752) was van 1708 tot aan zijn dood hertog van Mecklenburg-Strelitz. Hij behoorde tot het huis Mecklenburg.

## Levensloop
Adolf Frederik III was de oudste zoon van hertog Adolf Frederik II van Mecklenburg-Strelitz en diens eerste echtgenote Maria , dochter van hertog Gustaaf Adolf van Mecklenburg-Güstrow. In 1701 stichtte zijn vader het hertogdom Mecklenburg-Strelitz.
Na de dood van zijn vader in 1708 werd Adolf Frederik III de tweede hertog van Mecklenburg-Strelitz. In 1712 brandde het hertogelijk kasteel en de stad Strelitz volledig af, waardoor Adolf Frederik III en zijn familie verplicht waren om zich in hun jachtslot te vestigen. Rond dit kasteel werd een nieuwe stad Neustrelitz gebouwd, die in 1733 werd gesticht en in 1736 officieel de hoofdstad werd van het hertogdom Mecklenburg-Strelitz.
In 1752 stierf Adolf Frederik III op 66-jarige leeftijd in de stad Neustrelitz, waarna hij als hertog van Mecklenburg-Strelitz werd opgevolgd door zijn neef Adolf Frederik IV.

## Huwelijk en nakomelingen
Op 16 april 1709 huwde Adolf Frederik III in Reinfeld met Dorothea (1692-1765), dochter van hertog Johan Adolf van Sleeswijk-Holstein-Sonderburg-Plön. Ze kregen twee dochters:
- Maria Sophia (1710-1728)
- Magdalena Christina (1711-1713)